# Règle de contrariété des couleurs
En héraldique, la répartition des couleurs en trois groupes (métaux, émaux, fourrures) n'est pas formelle, mais correspond bien au souci « technique » de lisibilité, exprimé par la règle de contrariété des couleurs, qui s'exprime ainsi :

« jamais métal sur métal, ni émail sur émail. »

## Histoire
Des spéculations concernant une règle sur l'usage des couleurs héraldiques sont apparues pour la première fois dans le traité d'Argentaye, un traité héraldique daté de 1410. Le Liber Armorum, daté vers 1440, et le Blason des Couleurs, daté vers 1440–1450, mentionnent également la règle de contrariété des couleurs. Cette règle était purement conjecturale de la part des hérauts. Des textes antérieurs, comme le traité De Heraudie de 1340, par exemple, ne font aucune mention de cette règle – même en discutant des armoiries qui enfreignent la règle supposée. D'autres auteurs du XIVe siècle, tels que Bartolo et Johannes de Baudo Aureo, ne mentionnent pas non plus cette règle. Une hypothèse moderne soutient qu'il était simplement peu pratique de peindre couleur sur couleur et de sertir métal sur métal avec les outils disponibles pour les artisans du début du Moyen Âge. La théorie suggère que la manière la plus simple était de peindre une seule couleur sur un bouclier en métal. Cette limitation pratique de l'époque médiévale aurait été mal interprétée trois siècles plus tard comme étant la soi-disant règle de contrariété des couleurs.
Quoi qu'il en soit, à la fin du XVIIe siècle, la règle de contrariété des couleurs s'était imposée dans de nombreux pays, s'avérant particulièrement populaire en Grande-Bretagne et en France. À l'époque victorienne, cette règle était considérée comme une loi héraldique de facto en Angleterre, mais son application stricte se révéla peu pratique à mesure que les armoiries devenaient plus complexes. Les hérauts victoriens créèrent alors plusieurs exemptions techniques, qui existent encore aujourd'hui comme « exemptions légitimes » à cette règle.
De nos jours, la règle de contrariété des couleurs a été adoptée par pratiquement toutes les autorités et sociétés héraldiques.

## Principe
Si on considère la caractéristique des métaux d'être des teintes claires, pâles et celle des émaux d'être des teintes franches, profondes et intenses, la loi pourrait s'énoncer ainsi : « jamais pâle sur pâle, ni intense sur intense », ce qui à l'évidence définit l'obligation de contraste permettant une bonne lisibilité.
Remarques
1. Les fourrures, composées d'un émail et d'un métal, échappent par nature à cette règle. De fait, elles peuvent se placer n'importe où : sur ou sous un métal, un émail, et même une autre fourrure.
2. La règle utilise « sur » et non « à côté » et donc concerne les charges (qui se posent sur le champ ou sur une autre charge) et non les partitions, qui divisent un champ ou une charge en zones adjacentes mais réputées de même niveau.

Certains auteurs ont voulu étendre la règle aux partitions, mais pour certaines, c'est impossible à respecter, et la réalité des armoiries montre que cette extension ne peut constituer qu'une tendance. Cette tendance est forte en ce qui concerne les rebattements. L'expression cousu n'a de sens que si la règle ne s'étend pas aux partitions.

## Exceptions
Les armoiries qui enfreignent cette règle sont dites armes à enquerre.
Pour simplifier, les exemples ci-dessous ne comportent pas de fourrures, qui échappent à la règle.

### Exceptions liées à la conception
| Champ et figures |
| Les figures (pièces ou meubles) brochant sur une ou plusieurs figures et/ou aussi sur le champ sont en principe non fautives. |
| Exemple : Ariège, d’or aux trois pals de gueules et à l’écusson d’azur chargé d’une cloche d’argent brochant sur le tout. |
| Contre exemple |
| Le seul cas où elles le seraient, c'est qu'étant d'une certaine couleur, elle ne broche que sur des éléments de couleur de même catégorie, |
| Exemple : Augne, Parti de gueules et de sinople, au monogramme AUGNE de gueules brochant soutenu d'une étoile d'argent.. Le monogramme AUGNE de gueules broche sur le parti de gueules et de sinople, c'est email sur deux émaux, donc fautif. |

| Charge partitionnée |
| Une charge est partitionnée d'au moins un émail et un métal, et est posée sur un champ uni.                                                                 |
| Exemple : Ébreuil, de gueules, à la croix écartelée d'argent et d'azur, cantonnée de 4 fleurs de lis d'or (l'azur de la croix est sur le gueules du champ). |

| Partition |
| Une charge brochant sur une partition comportant au moins un métal et un émail. |
| Exemple : les armoiries de Poitou-Charentes, coupé d'argent et de sable, au lion de gueules armé et lampassé d'azur brochant sur le tout (en pointe, le gueules est sur le sable, c'est inévitable). |

| Semé |
| De même, une charge brochant sur un semé peut indifféremment être d'une couleur appartenant au groupe de celle du champ ou à celui de celle des meubles semés (à condition que le semé soit lui-même correct). |
| Exemple : les armes du duché de Bar, deux bars adossés d'or brochant sur un semé de croisettes recroisetées au pied fiché du même sur champ d'azur. Les croisettes et les bars sont de la même couleur.        |

| Détails |
| Un meuble présente des détails utilisant une couleur du groupe opposé à la couleur générale. |
| Exemple : les armoiries corses d'argent à la tête de Maure de sable, animée et tortillée du champ. Le tissu qui entoure la tête du Maure, le tortil, est de la même couleur que le fond de l'écu. |

### Exceptions qui sont en fait des transgressions
Ces transgressions sont souvent expliquées par l'histoire personnelle du possesseur, qui prétendait par là affirmer sa puissance.
| Jérusalem |
| Les armoiries du royaume de Jérusalem (métal sur métal) en sont l'exemple le plus célèbre. Elles furent récupérées par Godefroy de Bouillon, avoué du Saint-Sépulcre, après la Croisade : d'argent à la croix potencée d'or cantonnée de quatre croisettes du même. Cette transgression est expliquée diversement selon les auteurs. Pour sa part, E. Simon de Boncourt, dans sa Grammaire du blason (1885) donne : « L'an 1099, après la prise de Jérusalem par les Croisés, il s'agit de blasonner Godefroy de Bouillon avec le nouveau royaume. Les barons assemblés lui donnèrent “un champ d'argent à la croix d'or accompagnée de quatre croisillons du même”. C'était violer la règle que nous venons de citer : mais ils le firent sciemment, prétendant que l'or et l'argent étaient les seuls dignes de représenter l'instrument de la Rédemption du monde et que la Ville sainte méritait bien la faveur de cette exception aux règles ordinaires ». |

| Albanie |
| Les armoiries du royaume albanais (avant 1913) en sont un autre exemple (émail sur émail), où l'aigle bicéphale de sable est posée sur un champ de gueules. |

| Galicie |
| Les armoiries du royaume de Galicie (avant 1918, sous l'Autriche-Hongrie) sont émail sur émail, où le corbeau de sable et la divise de gueules sont tous deux posés sur un champ d'azur. |

### Cas particulier des exceptions liées à l'Histoire
En dépit des apparences, certaines armoiries ne sont pas fautives.
| Augmentations |
| C'est le cas principalement des augmentations, où la pièce (très rarement, le meuble) accordée par le suzerain à son vassal, a une chance sur deux de contrevenir à la règle et les armoiries peuvent apparaître fautives. Pour bien montrer qu'on a reconnu une exception, le blasonnement utilise le terme de cousu qui tend à faire penser qu'on n'a pas posé sur mais positionné par couture au même niveau, comme une partition — ce qui le rend conforme à la règle. Exemple avec les armoiries de Lyon : de gueules au lion d'argent, au chef cousu de France (de France est un raccourci héraldique pour : d'azur à trois fleurs de lys d'or, voir ce terme). |

| Brisures |
| Les brisures peuvent parfois agir comme ci-dessous. Ex. : les armoiries du comté de Namur, d'or, au lion de sable, armé, lampassé et couronné de gueules, à la cotice du même brochant sur le tout. Le lion et la cotice sont d'une couleur du groupe des émaux, mais comme la cotice broche aussi sur le champ, c'est sans conséquence. |

| Enquerre |
| Certaines armoiries fautives le seraient parce que conçues avant que la règle de contrariété des couleurs ne soit bien fixée. C'est l'explication qu'on donne parfois à l'origine des armoiries du royaume de Jérusalem. Ce qui est peu crédible, car le blason originel du royaume de Jérusalem, ayant un champ de gueules, était, lui, tout à fait correct. |